# Maria-Eugen vom Kinde Jesus
Maria-Eugen vom Kinde Jesus (französisch Marie-Eugène de l’Enfant-Jésus) OCD (* 2. Dezember 1894 in Gua bei Aubin, Frankreich als Henri Grialou; † 27. März 1967 in Venasque, Frankreich) war ein römisch-katholischer Ordenspriester im Orden der Unbeschuhten Karmeliten. Er war spiritueller Schriftsteller und Gründer des Säkularinstitutes Notre-Dame de Vie. Am 19. November 2016 wurde er seliggesprochen. Sein Gedenktag in der Liturgie ist der 4. Februar.

## Leben
Marie-Eugène de l’Enfant Jésus wurde am 2. Dezember 1894 als Henri Grialou in der kleinen Ortschaft Gua bei Aubin im französischen Departement Aveyron geboren. Seine Eltern waren Auguste Grialou und Marie Miral, die noch vier weitere Kinder hatten. Sein Vater Auguste starb, als Henri gerade erst neun Jahre alt war.
Unter dem Einfluss seiner Familie und der Christlichen Schulbrüder hatte er schon früh den Wunsch, Priester zu werden. Im Alter von 13 Jahren las er die ersten Texte von und über Therese von Lisieux. Sein ganzes Leben lang beschäftigte er sich intensiv mit dieser Karmelheiligen. Da seine Mutter das Geld für das Studium nicht aufbringen konnte, musste er zunächst eine Schlosserlehre machen. Doch seine Mutter konnte ihm schließlich doch das Studium finanzieren. Am 2. Oktober 1911 konnte Henri in das Priesterseminar von Rodez eintreten.
Im Ersten Weltkrieg musste der junge Henri an die Front. Nach dem Krieg konnte er aber in das Priesterseminar von Rodez zurückkehren und seine Studien dort abschließen. Während des Studiums las er die Biographie des heiligen Johannes vom Kreuz, die ihn sehr beeindruckte. Nach seiner Priesterweihe am 4. Februar 1922 trat Henri daher in das Noviziat der Karmeliten in Avon bei Paris ein. Dort wählte er den Ordensnamen Marie-Eugène de l’Enfant-Jésus, als er am 11. März 1923 die erste Profess ablegte.
Die Spiritualität des Karmels und die Liebe zur Gottesmutter Maria prägten den jungen Ordensmann. Nach seiner Profess setzte sich Pater Maria-Eugen für die Kirche und seinen Orden ein. Bald schon wurden ihm wichtige Ämter zunächst als Prior, Provinzial und Visitator der weiblichen Karmelklöster in Frankreich und später in Rom als Generalvikar des Ordens übertragen.
Er bemühte sich auch, die Spiritualität des Karmels und das innere Gebet für Laien zugänglich zu machen. Aus dieser Motivation heraus verfasste er später u. a. das Buch Ich will Gott schauen, bis heute ein Standardwerk über die Karmelspiritualität.
Zusammen mit Marie Pila und zwei anderen Frauen gründete Pater Maria-Eugen im Jahr 1932 in Venasque das Säkularinstitut Notre-Dame de Vie (Unsere liebe Frau vom Leben), das 1948 kanonisch errichtet werden konnte.
1957 errichtete Pater Maria-Eugen eine deutsche Niederlassung des Instituts in Weisendorf bei Erlangen.
Im Jahr 1961 wurde Pater Maria-Eugen von seinem Ämtern in Rom befreit und durfte sich in Venasque niederlassen und sich weiter seinem Institut widmen. In den folgenden Jahren hatte er immer wieder mit Gesundheitsproblemen zu kämpfen, die ihn aber nicht davon abhielten, noch einmal das Amt des Provinzials in seinem Orden anzunehmen und verschiedene Reisen nach Kanada und Asien zu machen.
Am 27. März 1967, dem Ostermontag, starb Pater Maria-Eugen an einem Lungenleiden in Venasque.

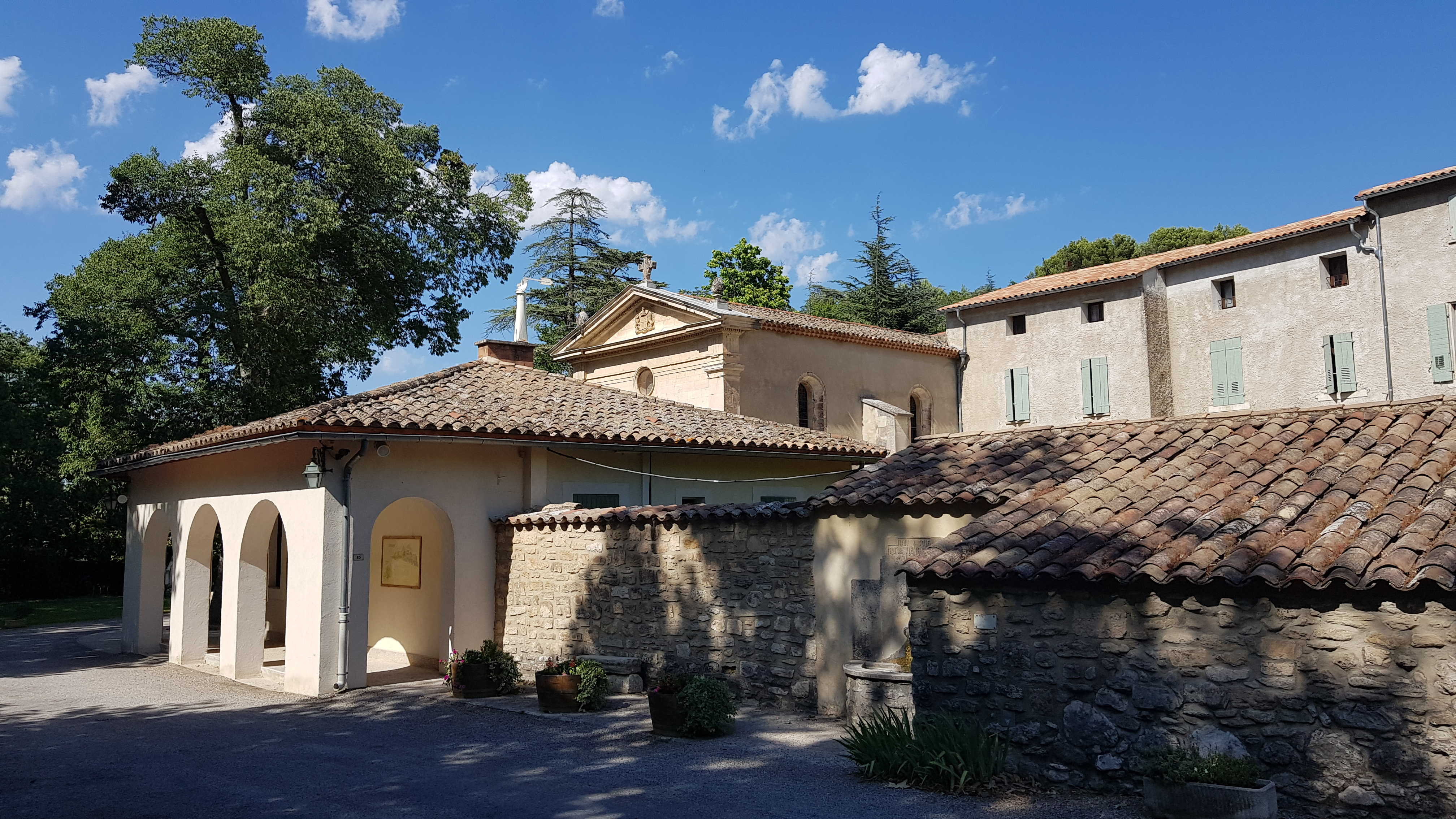
Institut Notre-Dame de Vie in Venasque
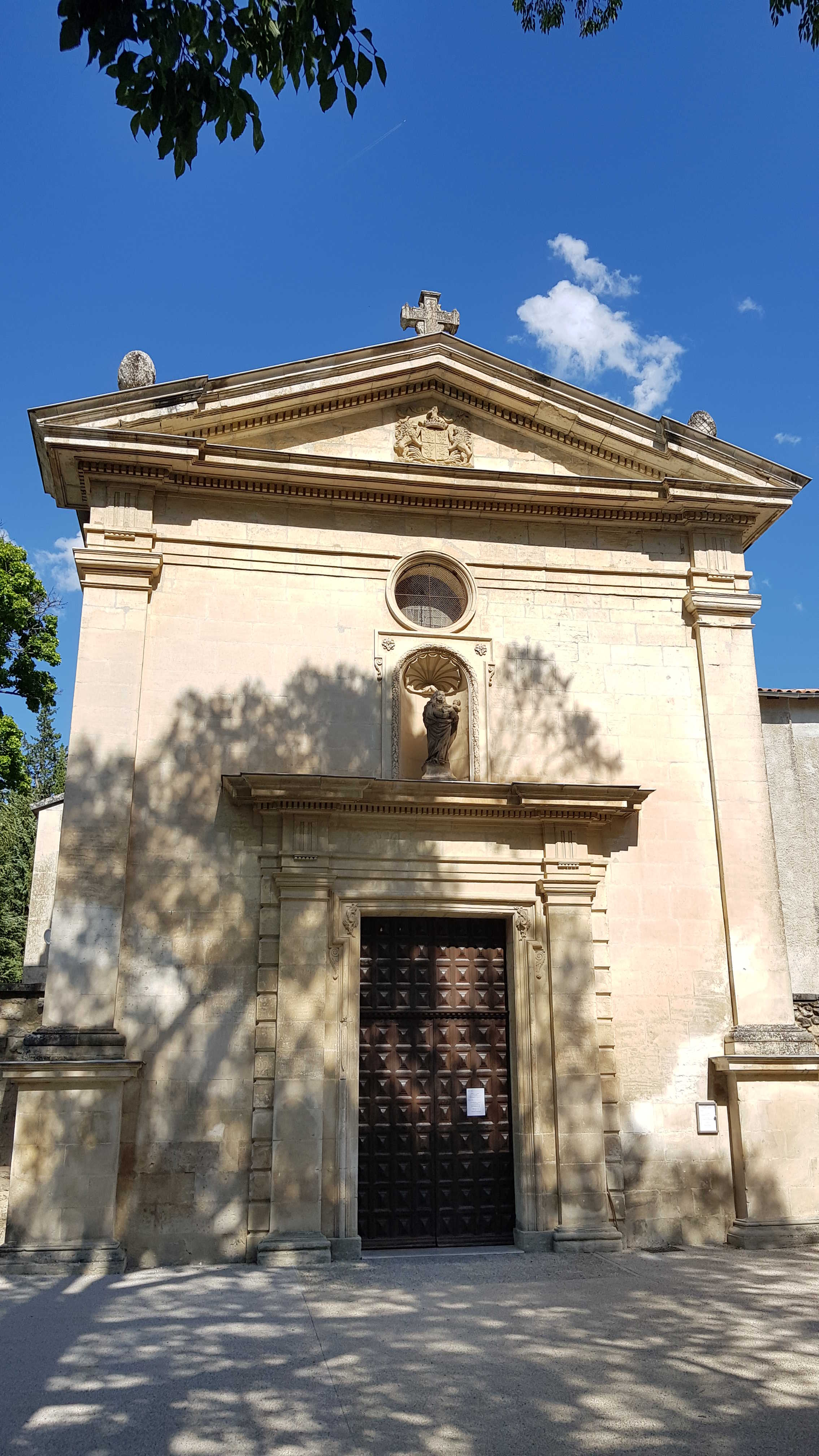
Institutskirche Notre-Dame de Vie
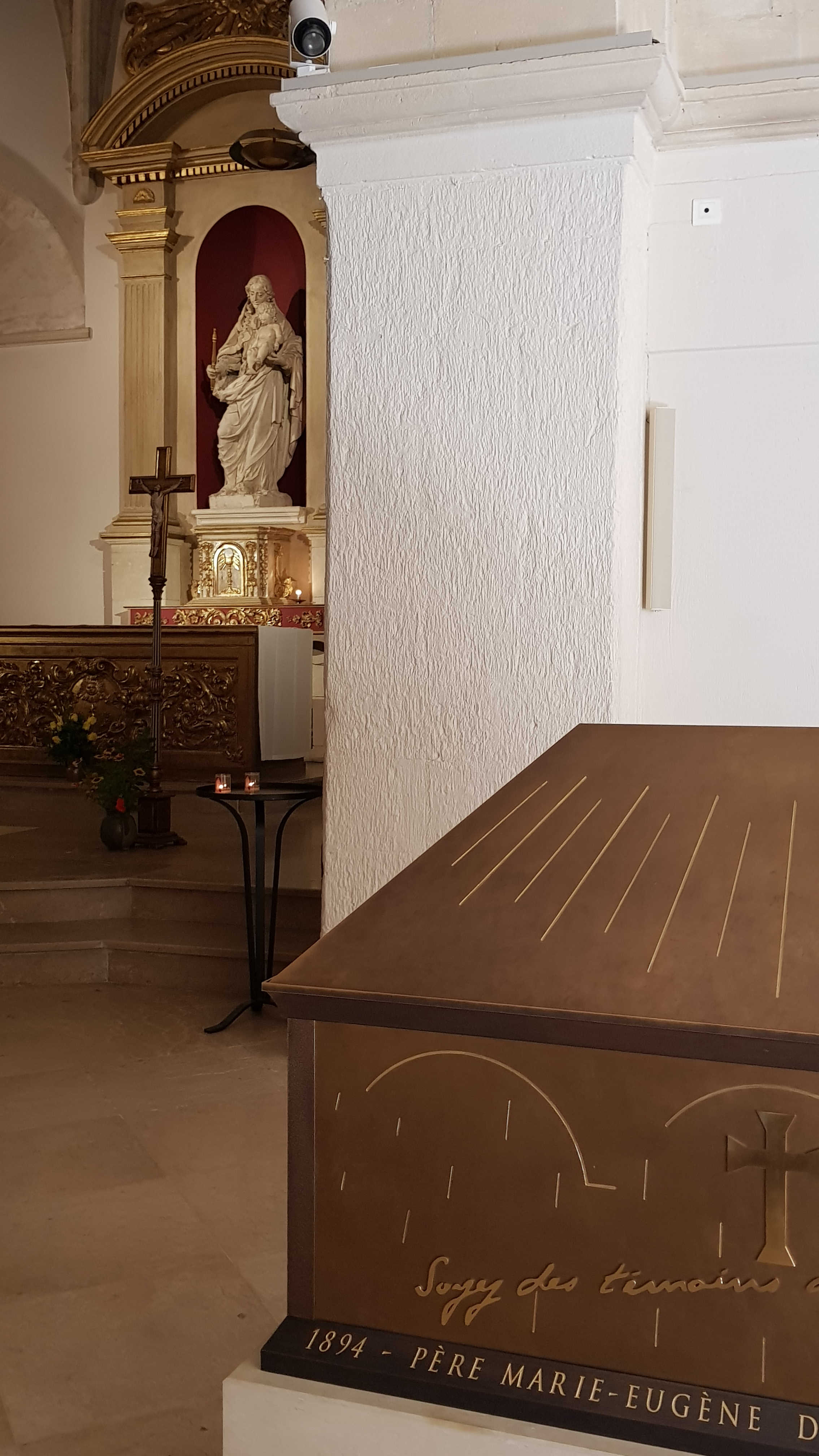
Grab des seligen P. Maria-Eugen in der Kirche Notre-Dame de Vie

## Seligsprechung
Der Seligsprechungsprozess für Pater Maria-Eugen vom Kinde Jesus wurde 1985 in der Diözese Avignon eröffnet. Im Dezember 2011 verlieh ihm Papst Benedikt XVI. den heroischen Tugendgrad und den Titel Ehrwürdiger Diener Gottes. Papst Franziskus unterzeichnete am 3. März 2016 das Dekret zur Anerkennung eines Wunders durch die Fürsprache von Pater Maria-Eugen. Am 19. November 2016 fand die Seligsprechung durch Angelo Kardinal Amato, Präfekt der Kongregation für die Selig- und Heiligsprechungsprozesse, in Avignon statt.
Der Reliquienschrein mit den sterblichen Überresten befindet sich in der Kirche Notre-Dame de Vie des Institutes in Venasque.

## Gedenktag
Der liturgische Gedenktag ist der 4. Februar, der Tag seiner Priesterweihe, da sein Todestag in die Fastenzeit fällt.

## Werke
- Maria-Eugen Grialou: Ich will Gott schauen. Paulusverlag Academic Press, Fribourg, 2006. ISBN 978-3-7228-0315-9